# Maratona de Curitiba
Maratona de Curitiba é uma tradicional prova do calendário brasileiro de maratonas. A prova sempre é realizada no penúltimo domingo do mês de novembro em Curitiba. A primeira competição foi realizada em 1997.
Possui um percurso extremamente técnico, com algumas subidas longas e suaves, alternando-se com longas retas e alguns viadutos. Seu trajeto percorre 22 bairros da capital paranaense Curitiba, com largada em frente ao Palácio Iguaçu, e passando por alguns dos principais pontos turísticos da Cidade como o Palácio 29 de Março — aonde está instalada a Prefeitura —, Jardim Botânico, Museu Oscar Niemeyer e Praça do Japão.
O clima na largada é normalmente ameno, próximo dos 14 graus, porém, devido a época, pode alcançar facilmente 25 a 30 graus após 2 horas de prova. É uma prova indicada para atletas experientes.
Fazem parte deste grande evento a Maratona (42 km), uma corrida de 10 km e uma caminhada de 5 km.
Assim o evento assegura a participação de diversas pessoas com o intuito de promover o esporte e a saúde.
Em 2022, a prova teve transmissão integral ao vivo via YouTube.

## Edições
| Ano  | Homens                   | País                     | Tempo                    | Mulheres                 | Tempo                    | País                     | Ref    |
| ---- | ------------------------ | ------------------------ | ------------------------ | ------------------------ | ------------------------ | ------------------------ | ------ |
| 2010 | Claudir Rodrigues        | Brasil                   | 2h21m16s                 | Jacquiline Chebor        | 2h48m52s                 | Quênia                   | [ 3 ]  |
| 2011 | Marcos Antônio Pereira   | Brasil                   | 2h20m37s                 | Nelly Jepkurui           | 2h43m56s                 | Quênia                   | [ 4 ]  |
| 2012 | David Kiprotich Bowen    | Quênia                   | 2h19m38s                 | Thabita Kibet            | 2h42m06s                 | Quênia                   | [ 5 ]  |
| 2013 | David Kiprotich Bowen    | Quênia                   | 2h19m39s                 | Malakuen Jepkogei        | 2h50m53s                 | Quênia                   | [ 6 ]  |
| 2014 | Fred Kosgei              | Quênia                   | 2h22m39s                 | Jackleyne Chemwek Woman  | 2h49m12s                 | Quênia                   | [ 7 ]  |
| 2015 | Marcos Antônio Pereira   | Brasil                   | 2h21m                    | Jaqueline Rionoripo      | 2h50m                    | Quênia                   | [ 8 ]  |
| 2016 | Marcos Antônio Pereira   | Brasil                   | 2h23m52s                 | Tecla Schebet            | 2h49m27s                 | Quênia                   | [ 9 ]  |
| 2017 | Mejam Reginald Lucian    | Tanzânia                 | 2h23m01s                 | Anjelina John Yumba      | 2h38m45s                 | Tanzânia                 | [ 10 ] |
| 2018 | Nicolas Kiptoo Kosgei    | Quênia                   | 2h25m                    | Priscila Lorchima        | 2h44m                    | Quênia                   | [ 11 ] |
| 2019 | Marcos Alexandre Elias   | Brasil                   | 2h23m14s                 | Cristiane Alves Silva    | 2h40m43s                 | Brasil                   | [ 12 ] |
| 2020 | Não realizada (Covid-19) | Não realizada (Covid-19) | Não realizada (Covid-19) | Não realizada (Covid-19) | Não realizada (Covid-19) | Não realizada (Covid-19) | [ 13 ] |
| 2021 | Não realizada (Covid-19) | Não realizada (Covid-19) | Não realizada (Covid-19) | Não realizada (Covid-19) | Não realizada (Covid-19) | Não realizada (Covid-19) | [ 13 ] |
| 2022 | Altobeli da Silva        | Brasil                   | 2h18m13s                 | Marlei Willers           | 2h37m58s                 | Brasil                   | [ 14 ] |